# 高华健
高华健（1963年12月7日—），美籍华裔科学家，出生于四川成都，固体力学家，美国布朗大学终身教授，美国国家工程院院士，美国国家科学院院士，美国人文与科学院院士, 中国科学院外籍院士。2024年全职加入清华大学担任讲席教授。

## 生平
1982年毕业于西安交通大学工程力学系，获工学学士学位，1988年获哈佛大学工程科学博士学位。
曾任斯坦福大学教授、德国马克斯·普朗克金属材料研究所所长、斯图加特大学兼职教授等。

## 学术研究
高华健的研究领域涉及工程及生物系统中的纳米力学、纳米晶体材料及薄膜力学、多层次材料力学、微纳米力学尺度效应、细胞粘附及其吞噬中的力学、金属玻璃的力学性能等。